# Churchs Ferry
Churchs Ferry – miasto w Stanach Zjednoczonych, w stanie Dakota Północna, w hrabstwie Ramsey.